# Dionisi (pintor)
|  | No s'ha de confondre amb Dionisi de Colofó, també pintor |

Dionisi (en grec antic: Διονύσιος, llatí: Dionysius) fou un pintor grec que va florir a Roma cap al segle i aC. És conegut per les referències de Plini el Vell, que diu que va ser un dels pintors de més renom del seu temps, juntament amb Sòpolis i després de Iaia de Cízic. Com que solament pintava retrats, era anomenat antropògraf (grec antic: ἀνθρωπογράφος, 'que pinta persones').